# Robert van der Kroft
Robert van der Kroft (né en 1952) est un auteur de bande dessinée néerlandais.

## Biographie
Spécialisé dans la bande dessinée humoristique, il est surtout connu pour ses travaux avec les scénaristes Wilbert Plijnaar et Jan van Die : de 1975 à 2001, la reprise modernisée de la série jeunesse classique Jojo et Jimmy ( Sjors en Sjimmie), et de 1988 à 2017 avec la série féminine Claire (nl) dans l'hebdomadaire Flair.

## Récompense
- 1995 : Prix Stripschap, pour l'ensemble de son œuvre (avec Wilbert Plijnaar et Jan van Die)